# Teoría de los tres mundos
La teoría de los tres mundos (idioma chino simplificado: 三个世界的理论) es una doctrina geopolítica impulsada por el Partido Comunista de China desde la década de los años 1970. La teoría de los tres mundos fue desarrollada, según sus defensores, por Mao Zedong, líder de la República Popular China entre 1949 y 1976. Esta concepción sugiere que el mundo se encuentra dividido política y económicamente en tres “mundos”.
Esta presunta teoría maoísta difiere significativamente de la tradicional división económica del planeta en varios “mundos”: un primer mundo conformado por las grandes potencias capitalistas, encabezadas por los Estados Unidos; un segundo constituido por la desaparecida Unión Soviética y sus satélites o aliados y un tercer mundo formado por el resto de los países no alineados. Posteriormente se agregó un cuarto, conformado por las naciones más subdesarrolladas (como la mayoría de las del África subsahariana) y por las minorías sociales marginadas en los principales países (como los negros en los EE. UU. o los argelinos en Francia).
Originalmente, la teoría de los tres mundos organizaba "los tres mundos constituyentes del mundo" de la siguiente manera:
- El primer mundo conformado por las dos superpotencias de los Estados Unidos y la Unión Soviética, las superpotencias que implementaban la hegemonía en el mundo.
- El segundo mundo conformado por los países desarrollados intermedios, como el Reino Unido, Alemania, Japón, Canadá, Australia y otros países.
- El tercer mundo conformado por los países en desarrollo y subdesarrollados de Asia, África, América Latina y otras regiones.

Entre ellos, los países del tercer mundo son los más numerosos, y son muy diferentes entre sí (incluyendo países ricos en petróleo además de los países más pobres), por lo que es imposible dar una definición adecuada. Los países del tercer mundo tienden a adoptar una postura neutral, dividiendo políticamente al mundo en tres.
Esta supuesta teoría maoísta es particularmente notable por agrupar tanto a los Estados Unidos como a la entonces Unión Soviética en el mismo escalón o de las “naciones explotadoras”. Pero, si bien es sabido que Mao consideraba a la Unión Soviética post-estalinista como "socialimperialista", y por ende, consideraba que el imperialismo estadounidense tenía su contrapartida en el 'socialimperialismo soviético', y si bien también es sabido que Mao consideraba a la República Popular China de aquel entonces como tercermundista, puesto que para entonces la República Popular China tenía un bajo nivel de desarrollo, eso no prueba que la teoría de los tres mundos fue creada por Mao.
Fue el dirigente chino Deng Xiaoping (quien paradójicamente desde 1978 encabezaría la apertura económica en China) quien en 1974 realizó su propio desarrollo de la concepción, a partir de discurso ante la Asamblea General de las Naciones Unidas. Esta singular teoría fue usada por parte de los elementos "revisionistas" del Partido Comunista Chino (escudándose en el maoísmo) para intentar justificar eventuales alianzas con gobiernos “reaccionarios” de derecha durante las décadas de 1970 y de 1980.
Dentro de los partidos políticos y grupos antirrevisionistas esparcidos a lo largo y ancho del mundo, se produjeron largos e interminables debates ideológicos acerca de la naturaleza de la teoría de los tres mundos, lo que terminó afectando la credibilidad del propio maoísmo debido a que los defensores de la teoría de los tres mundos y también muchos detractores de la misma se la adjudicaron al maoísmo (el cual en líneas generales había gozado de una relativa popularidad dentro del movimiento comunista occidental, sobre todo, a partir del Mayo Francés de 1968).
El Partido Albanés del Trabajo, entonces dirigido por el líder estalinista Enver Hoxha, que ya se había distanciado de la URSS luego de producida la ruptura sino-soviética de década de 1960, también dirigió sus críticas ideológicas contra la China post-maoísta de Xiaoping. Ante esas nuevas condiciones políticas, Hoxha también criticó la “teoría de los tres mundos”, a la que comenzó a calificar de chovinista y de revisionista. Varias fracciones maoístas enmarcadas dentro del antirrevisionismo marxista, tradicionalmente aliadas al Partido Comunista Chino (PCCh), finalmente se alinearon con el líder albanés Enver Hoxha y la línea del Partido del Trabajo de Albania.
Generalmente, los maoístas afirman que la teoría de los tres mundos no la creó Mao Zedong sino Deng Xiaoping, y argumentan que Deng se la atribuyó a Mao para escudar sus posturas revisionistas en Mao, y por ende, que éstas tuvieran repercusión en los partidos comunistas maoístas de todo el mundo.
Actualmente la teoría de los tres mundos sigue cumpliendo un rol fundamental en la geopolítica de la República Popular China.[cita requerida]
Sin embargo esta doctrina fue sustancialmente modificada tras la disolución de la Unión Soviética en particular y del bloque del este en total, ya que tras aquellos acontecimientos Rusia reemplazó a la extinta Unión Soviética en el rol que esta cumplía según tal teoría.[cita requerida]

## Nota
- Esta obra contiene una traducción  derivada de «Three Worlds Theory» de Wikipedia en inglés, publicada por sus editores bajo la Licencia de documentación libre de GNU y la Licencia Creative Commons Atribución-CompartirIgual 4.0 Internacional.